# Cour d'appel de Vaasa
La cour d'appel de Vaasa (en finnois : Vaasan hovioikeus) est un bâtiment de la cour d'appel situé au centre de Vaasa en Finlande.

## Présentation
Le bâtiment en briques conçu par Carl Axel Setterberg est construit en 1862 dans le parc  Hovioikeudenpuisto au bout de l'esplanade de la cour d'appel.

## Presidentit
La Cour d'appel est dirigé par le Président de la Cour d'appel.
Les présidents de la cour d'appel de Vaasa ont été : 
1. Arvid Fredrik Kurck (Kurki) 1776–1781
2. Carl Bonde 1781–1788
3. Carl Johan Gyllenborg 1789–1791
4. Johan Gustaf von Carlson 1792–1794
5. Jöran Wilhelm Lode 1795–1796
6. Axel Christian Reuterholm 1796–1808
7. Erik Johan Bergenheim 1811–1816
8. Karl Fredrik Rotkirch 1817–1832
9. Carl Adam Adlerstjerna 1833–1841
10. Ernst Fredrik Brander 1841–1856
11. Johan Wilhelm Forsman 1856–1862
12. Selim Ekbom 1862–1886
13. Robert August Montgomery 1886–1887
14. Gustaf Wilhelm Råbergh 1887–1890
15. Johan Carl Emil af Frosterus 1890–1900
16. Nils Isak Fellman 1900–1902
17. Henrik Gustaf Borenius 1902–1909
18. Frans Viktor Eriksson 1910–1915
19. Karl Söderholm 1917–1923
20. Kaarlo Yrjö Benedictus Ignatius 1923–1927
21. Axel Johan Alfons Cederberg 1927–1933
22. Hugo Albert Malmberg 1933–1934
23. Bror Justus Gräsbeck 1935–1953
24. Felix Johansson 1953–1957
25. Karl Eero Harald Corell 1957–1970
26. Paavo Alkio 1970–1972
27. Eero Ivar Rewell 1972–1975
28. Hanni Ritva Soilikki Hyöky
29. Erkki Kustaa Rintala 1989–1998
30. Rolf Ingvar Krook 1998–2004
31. Mikko Johannes Könkkölä 2005–2009
32. Olli Ilmari Varila 2009–2014
33. Tapani Päiviö Vasama 2014–

## Domaine de juridiction de la Cour d'appel

Domaine de juridiction de la Cour d'appel.

La Cour d'appel traité les appels et les plaintes contre les décisions de ses tribunaux de district.
| Tribunal de district                        | Domaine de juridiction | Siège     |
| ------------------------------------------- | --- | --------- |
| Tribunal de district d'Ostrobotnie du Sud   | Villes d'Alajärvi, Alavus, Kauhajoki, Kauhava, Kurikka, Lapua, Seinäjoki et Ähtäri et municipalités d'Evijärvi, Ilmajoki, Isojoki, Karijoki, Kuortane, Lappajärvi, Soini, Teuva et Vimpeli.                                                                               | Seinäjoki |
| Tribunal de district d'Ostrobotnie centrale | Villes de Kokkola et Kannus et municipalités d'Halsua, Kaustinen, Lestijärvi, Perho, Toholampi et Veteli. | Kokkola   |
| Tribunal de district de Finlande centrale   | Villes de Jyväskylä, Jämsä, Keuruu, Saarijärvi, Viitasaari et Äänekoski et municipalités d'Hankasalmi, Joutsa, Kannonkoski, Karstula, Kinnula, Kivijärvi, Konnevesi, Kuhmoinen, Kyyjärvi, Laukaa, Luhanka, Multia, Muurame, Petäjävesi, Pihtipudas, Toivakka et Uurainen. | Jyväskylä |
| Tribunal de district d'Ostrobotnie          | Villes de Kaskinen, Kristiinankaupunki, Närpiö, Pietarsaari, Uusikaarlepyy et Vaasa et municipalités d' Isokyrö, Korsnäs, Kruunupyy, Laihia, Luoto, Maalahti, Mustasaari, Pedersöre et Vöyri.                                                                             | Vaasa     |
| Tribunal de district de Satakunta           | Villes d'Harjavalta, Huittinen, Kankaanpää, Kokemäki, Pori, Rauma et Ulvila et municipalités d'Eura, Eurajoki, Honkajoki, Jämijärvi, Karvia, Merikarvia, Nakkila, Pomarkku, Siikainen et Säkylä.                                                                          | Pori      |